# Antonella Newland

Corona marchesale

Antonella Reuss Newland (Roma, 8 settembre 1922 – Jedburgh, 6 gennaio 2007) è stata una giornalista e filantropa scozzese.
Fu nominata Donald Hamish Cameron.

## Biografia
Conosciuta anche come Tony Lothian, Antonella Reuss Newland era l'unica figlia del maggiore generale sir Foster Reuss Newland, e di sua moglie, Nennella Salazar. I suoi genitori si erano sposati nel 1918, ma divorziarono nel 1928, dopo che la madre, figlia di un luogotenente generale italiano, il conte Michele Salazar (discendente di una nobile famiglia di origine spagnola), lasciò il marito per un giovane ufficiale dell'esercito, William Carr.

## Matrimonio
Sposò, il 30 aprile 1943, Peter Kerr, XII marchese di Lothian, figlio del capitano Andrew Kerr. Ebbero sei figli:
- Lady Mary Marianne Anne Kerr (20 marzo 1944), sposò Charles von Westenholz, ebbero tre figli;
- Michael Kerr, XIII marchese di Lothian (7 luglio 1945);
- Lady Cecil Nennella Therese Kerr (22 aprile 1948), sposò Donald Cameron , ebbero quattro figli;
- Lady Claire Amabel Margaret Kerr (15 aprile 1951), sposò James FitzRoy, conte di Euston, ebbero cinque figli;
- Lady Elizabeth Frances Marion Kerr (8 giugno 1954), sposò Richard Scott, X duca di Buccleuch, ebbero quattro figli;
- Lord Ralph William Francis Joseph Kerr (7 novembre 1957), sposò Marie-Claire Black, ebbero sei figli.

Tony Lothian perseguì la sua carriera come autrice e giornalista. Scrisse articoli per il Scottish Daily Express (1960-1975). Era Fellow della Institute of Journalists e vinse il Templeton Award nel 1992.
Con Odette Hallowes e Lady Georgina Coleridge fondò gli annuali pranzi del Women of the Year all'Hotel Savoy nel 1955 in aiuto della Greater London Fund per i ciechi e gli altri enti di beneficenza. Era anche vicepresidente del Royal College of Nursing (1960-1980) e una mecenate del National Council of Women of Great Britain e del Royal College of Obstetricians and Gynaecologists.
Nel 1970 perse un occhio a causa di un cancro e da allora portò in pubblico una benda nera.